# Rolf Gindorf
 (août 2017).
Si vous disposez d'ouvrages ou d'articles de référence ou si vous connaissez des sites web de qualité traitant du thème abordé ici, merci de compléter l'article en donnant les références utiles à sa vérifiabilité et en les liant à la section « Notes et références ».
Dr. Rolf Gindorf (né le 14 mai 1939 à Cologne) est un sexologue allemand avec plus de 60 publications.
De 1971 à 1979, il est président de la Deutsche Gesellschaft für Sozialwissenschaftliche Sexualforschung et est remplacé par le docteur Helmut Kentler.
En 2004 il fut honoré avec la Médaille Magnus Hirschfeld pour la Réforme Sexuelle.